# Rasim Balayev
Rasim Balayev (en azerí: Rasim Balayev) es actor de cine y de teatro de Azerbaiyán, Artista del pueblo de la RSS de Azerbaiyán.

## Biografía
Rasim Balayev nació el 8 de agosto de 1948 en Ağsu. En 1969 se graduó de la Universidad Estatal de Cultura y Arte de Azerbaiyán. Su primer papel en cine fue la película “Las estrellas no se apagan” en 1971. Desde 1972 empezó a trabajar en el estudio de cine, Azerbaijanfilm. En 1977 fue elegido como  miembro del Partido Comunista de la Unión Soviética. Entre sus exitosos espectáculos son las películas “Nasimi”, “Babek”, “Anécdota”, “Dede Gorgud” y “Murciélago”. Rasim Balayev interpretó los papeles destacados en más de 70 películas.

## Filmografía
- 1971 – “Las estrellas no se apagan”
- 1973 – “Nasimi”
- 1973 - “El primer día de vida”
- 1974 - “El vengador de Ganjabasar”
- 1975 – “Dede Gorgud”
- 1977 – “Cumpleaños”
- 1977 – “Hacia volcán”
- 1979 – “Babek”
- 1979 - “Interrogatorio”
- 1982 - “Los ancianos, los ancianos...”
- 1984 – “El parque”
- 1984 - “El cuento de roble viejo”
- 1986 – “Las puertas cerradas”
- 1987 – “Tú siempre estás conmigo”
- 1987 – “Otra vida”
- 1989 - “Perdoname, si muero”
- 1989 – “Anécdota”
- 1989 – “Las orillas nativas”
- 1994 – “Mi ciudad blanca”
- 1995 – “Estambul, Estambul”
- 1995 – “Murciélago”
- 1998 – “La habitación de hotel”
- 1999 - “Qué bello es este mundo”
- 2002 – “Drongo”
- 2003 – “Bakhtiyar Vahabzade”
- 2004 – “Por Azerbaiyán”
- 2005 – “El hombre preocupado”
- 2007 – “La vida de Cavid”
- 2008 – “Torre”
- 2015 – “Bahram Gur”, etc.

## Premios y títulos
- Artista de Honor de la RSS de Azerbaiyán (1976)
- Orden de la Insignia de Honor (1981)
- Artista del Pueblo de la RSS de Azerbaiyán (1982)
- Premio Estatal de la RSS de Azerbaiyán (1986)
- Orden Shohrat (1998)
- Orden Sharaf (2018)
- Orden Istiglal (2023)[3]